# Suiza en los Juegos Olímpicos de Río de Janeiro 2016
Suiza estuvo representada en los Juegos Olímpicos de Río de Janeiro 2016 por un total de 104 deportistas que compitieron en 17 deportes. Responsable del equipo olímpico es la confederación Swiss Olympic, así como las federaciones deportivas nacionales de cada deporte con participación.
La portadora de la bandera en la ceremonia de apertura fue la gimnasta Giulia Steingruber.

## Medallistas
El equipo olímpico de Suiza obtuvo las siguientes medallas:
| Nombre                                              | Deporte             | Competición                        |
| --------------------------------------------------- | ------------------- | ---------------------------------- |
| Oro                                                 |                     |                                    |
| Nino Schurter                                       | Ciclismo de montaña | Campo a través M                   |
| Fabian Cancellara                                   | Ciclismo en ruta    | Contrarreloj M                     |
| Lucas Tramèr Simon Schürch Simon Niepmann Mario Gyr | Remo                | Cuatro sin timonel ligero (LM4X) M |
| Plata                                               |                     |                                    |
| Timea Bacsinszky Martina Hingis                     | Tenis               | Dobles F                           |
| Nicola Spirig                                       | Triatlón            | Individual F                       |
| Bronce                                              |                     |                                    |
| Giulia Steingruber                                  | Gimnasia artística  | Salto de potro F                   |
| Heidi Diethelm Gerber                               | Tiro                | Pistola 25 m F                     |